# Друга грецька республіка
Друга грецька республіка (грец. Βʹ Ελληνική Δημοκρατία) — період історії сучасної Греції, щорозпочався із поваленням 1924 року «коронованої республіки» грецьких монархів з данійської династії Глюксбургів та завершився 1935 року в результаті військового перевороту, який відновив монархію. Своїм сучасникам вона була офіційно відома як Грецька Республіка (грец. Ἑλληνικὴ Δημοκρατία [eliniˈci ðimokraˈti.a]) або частіше як Греція (грец. Ἑλλάς [eˈlas], Hellas).
Друга грецька республіка була проголошена 25 березня 1924 року після поразки Греції у війні з Туреччиною в Малій Азії, яка широко критикувалась роялістським урядом. Під час свого короткого існування Друга республіка виявилася нестійкою. Грецьке суспільство залишалось розколотим з часів, так званої, Національної схизми — протистоянн між прореспубліканцями, прихильниками Елефтеріоса Венізелоса, і монархістами, представленими Народною партією, яка відмовилася визнавати легітимність республіки.
Розкол у суспільстві поширився і на культурні та соціальні питання, такі як розбіжності з приводу використання грецької мови (питання дімотіки та катаревуси) та навіть архітектурних стилів. До цієї поляризації у суспільстві була додана дестабілізуюча участь військових у політиці, в результаті якої відбулась низка переворотів та спроб переворотів. Економіка перебувала у стані руїни після десятиліття війни і не змогла підтримати майже 1,5 мільйона біженців, що переселились до Греції із Анатолії в ході греко-турецького обміну населенням. Незважаючи на зусилля реформістського уряду Елефтеріоса Венізелоса у 1928—1932 роках, Велика депресія мала катастрофічні наслідки на економіку Греції. Перемога на виборах Народної партії в 1933 році і два невдалі перевороти венізелістів зрештою проклали шлях до поновлення на престолі короля Георга II.

## Історія
23 березня 1924 року Установчі національні збори проголосили Грецію республікою. Новий уряд країни під керівництвом Александроса Папанастасіу (лідер партії Республіканський союз, заснованої 1924 року) прийняв низку законів, які зміцнили новий режим, зокрема про аграрну реформу та ін. Підйом на початку 1925 року робітничого і селянського руху, деякі ліберальні заходи уряду Папанастасіу викликали побоювання великої буржуазії. 25 червня 1925 генерал Теодорос Пангалос здійснив державний переворот, заарештував своїх супротивників, оголосив компартію поза законом і заарештував весь її ЦК, розпустив Грецький парламент 30 вересня 1925 року і оголосив себе 4 січня 1926 року диктатором. Масова роздача Пангалосом концесій іноземним, головним чином французьким, капіталістам викликала невдоволення значної частини великої буржуазії, яка домоглася його повалення 22 серпня 1926 року. Нові вибори, що відбулися 7 листопада 1926 вибори принесли перемогу Ліберальній партії Елефтеріоса Венізелоса.
Протягом 10 післявоєнних років не відбулося суттєвих зрушень в економічному розвитку Греції. Аграрна реформа, що проводилася в 1924—1926 роках, не вирішила усіх нагальних питань. У 1921—1933 роках було побудовано значну кількість підприємств — переважно легкої та харчової промисловості. Важкою промисловості майже не було. 1928 року до влади прийшов уряд Венізелоса. У країні були відновлені деякі демократичні свободи. Однак підйом революційного руху налякав буржуазію. 25 липня 1929 року парламент прийняв закон, який забороняв компартію та інші революційні профспілки.
Світова економічна криза, що почалася в 1929 році, з винятковою силою вразила Грецію, особливо її сільське господарство. Промислове виробництво в 1929 році скоротилося на 25 % у порівнянні з 1928, число безробітних досягло 200 тисяч осіб. 1932 року до влади прийшов лідер Народної партії Панаїс Цалдаріс, який у зовнішній політиці орієнтувалася на Францію. В лютому 1934 року Греція увійшла до складу Антанти Балканської. З середини 30-х років у боротьбі великих держав за переважання в Греції все активнішу участь починає брати фашистська Німеччина.
У жовтні 1935 року лідер Національної радикальної партії Георгіос Кондиліс здійснив військово-монархічний переворот. За його пропозицією парламент ухвалив рішення про відновлення монархії. Інсценований монархістами плебісцит 3 листопада 1935 року дозволив королю Георгу II повернутися в Грецію. З ініціативи Компартії Греції ще в 1934 році був створений Народний фронт у складі КПГ, лівих профспілок, окремих соціалістичних груп, Аграрної партії. Після розстрілу страйкуючих в Салоніках 9 травня 1936 року було опубліковано відозву ЦК КПГ і парламентської фракції Народного фронту, в якому засуджувалися злочинні дії уряду та містився заклик до народу й армії піднятися на боротьбу. Проте 4 серпня 1936 року генерал Іоанніс Метаксас здійснив фашистський переворот, розпустив усі політичні партії, заарештував їх лідерів. За перші 3 місяці після приходу до влади Метаксаса було заслано на пустельні острови понад 1 тисячу антифашистів. У зовнішній політиці уряд Метаксаса проводив курс на зближення із Німеччиною.

## Хронологія подій
- 25 березня 1924 — проголошення Другої Грецької республіки
- 13 квітня 1924 — плебісцит підтвердив встановлення республіканської форми правління
- 24 червня 1925 — введення диктатури Теодороса Пангалоса
- 24 серпня 1926 — повалення Пангалоса
- 5 липня 1928 — перемога на виборах Елефтеріоса Венізелоса
- 1 березня 1935 — невдала спроба перевороту венізелістами
- 11 листопада 1935 — плебісцит відновлює монархію
- 4 серпня 1936 — введення диктатури Іоанніса Метаксаса